# Ágnes Heller
Agnes Heller (Budapest, 12 de mayo de 1929-Balatonalmádi, 19 de julio de 2019) fue una filósofa, socióloga, profesora y autora húngara. 
Una prominente pensadora marxista en un primer momento, más tarde se plegó a una posición socialdemócrata. Además del pensamiento político y social, también se centra en la filosofía hegeliana, la ética, y el existencialismo. El desarrollo de su pensamiento evidencia una atención cuidadosa a los acontecimientos de las últimas décadas y a la vez revela un dinamismo constante de maduración.

## Biografía
Creció en el seno de una familia judía de clase media. Su padre, Pál Heller, aunque nunca permaneció durante mucho tiempo en un solo trabajo, durante la Segunda Guerra Mundial empleó sus habilidades legales y su conocimiento del alemán para ayudar a la gente a reunir la documentación necesaria para emigrar de la Europa nazi. En 1944 el jefe de familia de los Heller estuvo entre los 450 000 húngaros judíos que fueron deportados al campo de concentración de Auschwitz, donde murió antes de que terminara la guerra. Ágnes Heller y su madre lograron evitar la deportación por una suerte de azar y sentido práctico.
Sobre la influencia del Holocausto en su trabajo, Heller declaró en su entrevista con Csaba Polony, editora de la publicación Left Curve (infra):

Mi padre fue asesinado y también muchos de mis amigos de la infancia. Así que esta experiencia ejerció una influencia inmensa sobre toda mi vida, particularmente sobre mi trabajo. Siempre estaba interesada en la pregunta: ¿Cómo fue posible que pasara esto? ¿Cómo puedo entenderlo? Y esta experiencia del Holocausto estuvo acompañada de otra, la de vivir en un régimen totalitario. Esto despertó preguntas muy similares en mis inquietudes personales y en la investigación mundial: ¿Cómo puede pasar esto? ¿Cómo puede la gente hacer cosas como éstas? Así que tuve que averiguar que moralidad hay en todo esto, ¿cuál es la naturaleza del bien y el mal, qué puedo hacer respecto al crimen, qué puedo saber sobre las fuentes de la moralidad y del mal? Esta fue la primera interrogante. La otra interrogante fue una pregunta de corte social: ¿Qué tipo de mundo puede producir esto? ¿Qué tipo de mundo permite que estas cosas pasen? ¿Qué es la modernidad? ¿Podemos esperar redención?
Agnes Heller

En 1947 Heller comenzó a estudiar física y química en la Universidad de Budapest, pero ese mismo año cambió las ciencias naturales por la filosofía a raíz de que escuchó, a insistencias de su novio, las clases del filósofo marxista György Lukács sobre las intersecciones de la filosofía y la cultura. En aquel momento Heller no entendía la terminología filosófica, pero de inmediato se sintió fascinada por la coincidencia entre los temas de la clase y sus propias preocupaciones e intereses sobre cómo vivir en el mundo moderno, especialmente después de la experiencia de la Segunda Guerra Mundial y el Holocausto. Al enfrentarse con la decisión existencial entre marxismo y sionismo, Ágnes Heller eligió el marxismo y no trató de emigrar a Israel.
Ese mismo año 1947 Heller se unió al Partido Comunista.

## La vida cotidiana como fenómeno social

### La vida cotidiana
La vida cotidiana es el conjunto de actividades que realizamos en situaciones concretas para satisfacer nuestras necesidades y, en consecuencia, para seguir viviendo. Es lo común, lo habitual, lo que hacemos todos los días, y por hacerlo todos los días no lo registramos verdaderamente. La realidad que aparece como autoevidente, compartida con otros semejantes que la experimentan como yo y que constituye el basamento fundamental en el que se crea y se re-crea la sociedad como un mundo intersubjetivo.
Para Heller, así como para otros sociólogos, la vida cotidiana es la dimensión fundamental de existencia social. Pero ella va más allá de la forma en que se manifiesta y agrega: 

"... La vida cotidiana es el conjunto de actividades que caracterizan las reproducciones particulares creadoras de la posibilidad global y permanente de la reproducción social... En toda sociedad hay pues una vida cotidiana: sin ella no hay sociedad"

La vida cotidiana es, por lo tanto, el fenómeno universal, presente en toda sociedad en la que se desarrolla y expresa la reproducción social. Es el cúmulo de actividades que realizan las personas en determinadas condiciones sociales, para vivir y seguir viviendo. Es la dimensión social central en la que todo hombre desarrolla su personalidad; en la que pone en acción todas sus capacidades intelectuales, afectivas y emotivas. Actúa con todo lo que es y como es; como dice Heller, es la vida del hombre entero.

### La vida cotidiana y la reproducción social
Para que exista la sociedad es necesario que los individuos se reproduzcan y el ámbito en que dicha reproducción se desarrolla constituye para Heller la vida cotidiana.

Para reproducir la sociedad es necesario que los hombres particulares se reproduzcan a sí mismos, como hombres particulares. La vida cotidiana es el conjunto de actividades que caracterizan la reproducción de los hombres particulares; a su vez, crean la posibilidad de la reproducción social.

El concepto de reproducción incluye la autorreproducción y la reproducción de las relaciones sociales, el entorno inmediato, los usos y costumbres, las normas y los valores vigentes en esa sociedad. En una palabra, es la reproducción concreta de cada uno de nosotros en un contexto concreto. Heller dice que la reproducción de los individuos constituye desde el inicio un hecho social, porque las diversas actividades que desarrolla responden a pautas y convenciones socialmente construidas; cuando el particular se reproduce, reproduce en forma directa y al mismo tiempo su entorno inmediato e indirectamente a la sociedad en su conjunto. La autorreproducción y la reproducción social son dos momentos del mismo proceso.

### Las actividades sociales son objetivaciones
Las actividades que forman parte del proceso de reproducción son actividades sociales, deben "objetivarse", exteriorizarse e independizarse del individuo. En este sentido son consideradas actividades sociales:
- Los impulsos y las motivaciones que se transforman en actos; el lenguaje interior, las ensoñaciones, entre otros, son actividades que no trascienden el plano individual.

- Las consecuencias de acciones o actividades exteriorizadas serán consideradas sociales cuando son portadoras de significados socialmente construidos; es decir, objetivaciones específicas. En tanto tales se incorporan a la vida cotidiana como "necesidades sociales", indispensables para la reproducción de los individuos.

No todas las objetivaciones tienen la misma importancia en la reproducción de los individuos: lavarse los dientes no es lo mismo, ni posee el mismo significado que estudiar en la universidad.
La vida cotidiana es, por una parte, el escenario en el que se reproducen los individuos y se objetivan las acciones de los particulares como tales en el aquí y ahora; y, por otra, es el ámbito donde se materializan las objetivaciones sociales de las generaciones anteriores. En síntesis, la vida cotidiana condensa las objetivaciones sociales presentes y pasadas.

### La reproducción y socialización del particular
Desde que nacemos, nos encontramos en un mundo que existe y que es independiente de nosotros. Nacemos en una determinada familia, en un determinado vecindario, en una determinada ciudad y en un país determinado. 
En este proceso, el individuo debe primero aprehender e internalizar su entorno, no solo los objetos sino también las significaciones que los mismos encierran: los modelos y patrones de comportamiento para conducirse en este mundo.
En las múltiples actividades pone en acción sus capacidades y conocimientos prácticos, adquiridos durante el proceso de socialización que implica fundamentalmente aprehender la cotidianeidad; es decir, aprender a manipular las cosas y asimilar las relaciones sociales, en su forma y contenido. Cuando puede manejar su propia vida en forma autónoma, se considera que ha madurado para el mundo en el cual vive.
En dicho proceso podemos diferenciar dos niveles: la socialización primaria, que el individuo atraviesa en la niñez, por la cual se convierte en miembro de la sociedad. La socialización secundaria es el proceso posterior que induce al individuo ya socializado a nuevos sectores del mundo objetivo de su sociedad.

### La particularidad y la especificidad: dos dimensiones del hombre
El hombre es un ser particular y específico. La particularidad es parte del mundo, pero para que el hombre pueda satisfacer sus necesidades debe diferenciarse y contraponerse a él. El yo del particular se construye y desarrolla a partir de la identificación con el "nosotros" y en contraposición al mundo, a lo largo del proceso de socialización. Este Yo es un yo construido socialmente y por lo tanto es específico, aunque el particular lo "ignore". En consecuencia, las necesidades que se expresan a través del yo, son siempre específicas, aunque los "motivos" y el fin de sus acciones sean de índole particular.
Sin embargo, el ser particular no puede, espontáneamente, entender en forma consciente la conexión entre sus necesidades y la especie humana. Pero ambas características -la particularidad y la especificidad- coexisten en él y funcionan como una muda copresencia que no es absoluta ni uniforme. El hombre realiza actividades que, independientemente de su fin particular, lo llevan a identificarse con el nosotros, como una prolongación de sí mismo; por ejemplo, la pertenencia a un partido político, un club de fútbol, una universidad.
Tomar conciencia de la presencia de la genericidad en mi particularidad, es la precondición para construir una relación consciente con la genericidad.
En consecuencia, el ser específico mantiene y desarrolla una relación consciente con su especie; pospone las necesidades "particulares", subordinando las necesidades del yo a la del nosotros. Cuando esto sucede, la muda coexistencia se hace visible, consciente, y el particular inicia su camino hacia la individualidad. Entonces puede ordenar y jerarquizar su vida eligiendo dentro de límites más o menos flexibles.
Pero esta escisión entre particularidad y genericidad no es una condición, ni una característica de la vida cotidiana en general, sino de las sociedades capitalistas, donde la especificidad se ha convertido en extraña para la particularidad.
El hombre entero como ser social expresa la muda coexistencia de la particularidad y la especificidad; en el proceso de individuación el particular comienza a darse cuenta de lo específico, sin lograr, aún, una relación consciente con la especie. Puede decirse, entonces, que la particularidad ha sido relativamente superada. La particularidad -que nunca es superada totalmente porque es el sustrato de la vida- cambia su sentido: deja de ser un fin para el individuo y se convierte en un medio para la realización de la especie.